# Collégiale de Toussaint
La collégiale de Toussaint, dite chapelle Saint-André, est un ancien édifice religieux situé à Mortagne-au-Perche, en France, sous le tribunal. Il n'en subsiste qu'une crypte, classée au titre des monuments historiques.

## Localisation
La crypte est située dans le département français de l'Orne, place du Tribunal, à Mortagne-au-Perche, à 100 m au nord-est de l'église Notre-Dame, sous le bâtiment du tribunal.

## Historique
La collégiale est fondée par Mahaut de Bavière, comtesse du Perche en 1202. 
Elle est détruite en 1796, à l'exception de la crypte, sur laquelle a été construit le tribunal.

## Architecture
La crypte est classée au titre des monuments historiques depuis le 26 octobre 1972.